# Bayview, Texas
Bayview là một thị trấn thuộc quận Cameron, tiểu bang Texas, Hoa Kỳ. Năm 2010, dân số của thị trấn này là 383 người.

## Dân số
- Dân số năm 2000: 323 người.
- Dân số năm 2010: 383 người.